# Сент-Анн (Жер)
Сент-Анн (фр. Sainte-Anne) — коммуна во Франции, находится в регионе Юг — Пиренеи. Департамент — Жер. Входит в состав кантона Колонь. Округ коммуны — Ош.
Код INSEE коммуны — 32357.

## География

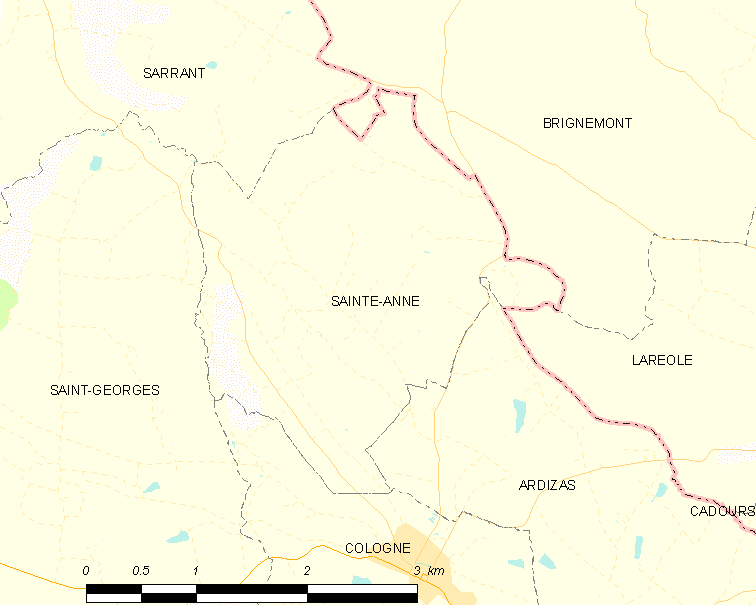
Карта коммуны

Коммуна расположена приблизительно в 580 км к югу от Парижа, в 45 км западнее Тулузы, в 33 км к востоку от Оша.
По территории коммуны протекают реки Саррампьон, Жюно (фр. Junau) и Пест (фр. Pest).

## Климат
Климат умеренно-океанический. Лето жаркое и немного дождливое, температура часто превышает 35 °С. Зимой часто бывает отрицательная температура и ночные заморозки. Годовое количество осадков — 700—900 мм.

## Население
Население коммуны на 2010 год составляло 116 человек.
| 1962 | 1968 | 1975 | 1982 | 1990 | 1999 | 2010 |
| ---- | ---- | ---- | ---- | ---- | ---- | ---- |
| 105  | 77   | 68   | 66   | 55   | 57   | 116  |

## Администрация
| Период | Период | Фамилия        | Партия | Примечания |
| ------ | ------ | -------------- | ------ | ---------- |
| 2001   | 2020   | Бернар Буссаро |        |            |

## Экономика
В 2010 году среди 77 человек трудоспособного возраста (15-64 лет) 58 были экономически активными, 19 — неактивными (показатель активности — 75,3 %, в 1999 году было 81,1 %). Из 58 активных жителей работали 54 человека (31 мужчина и 23 женщины), безработных было 4 (0 мужчин и 4 женщины). Среди 19 неактивных 9 человек были учениками или студентами, 6 — пенсионерами, 4 были неактивными по другим причинам.